# Ernstbrunn
Ernstbrunn osztrák mezőváros Alsó-Ausztria Korneuburgi járásában. 2021 januárjában 3272 lakosa volt.

## Elhelyezkedése

Ernstbrunn a Korneuburgi járásban

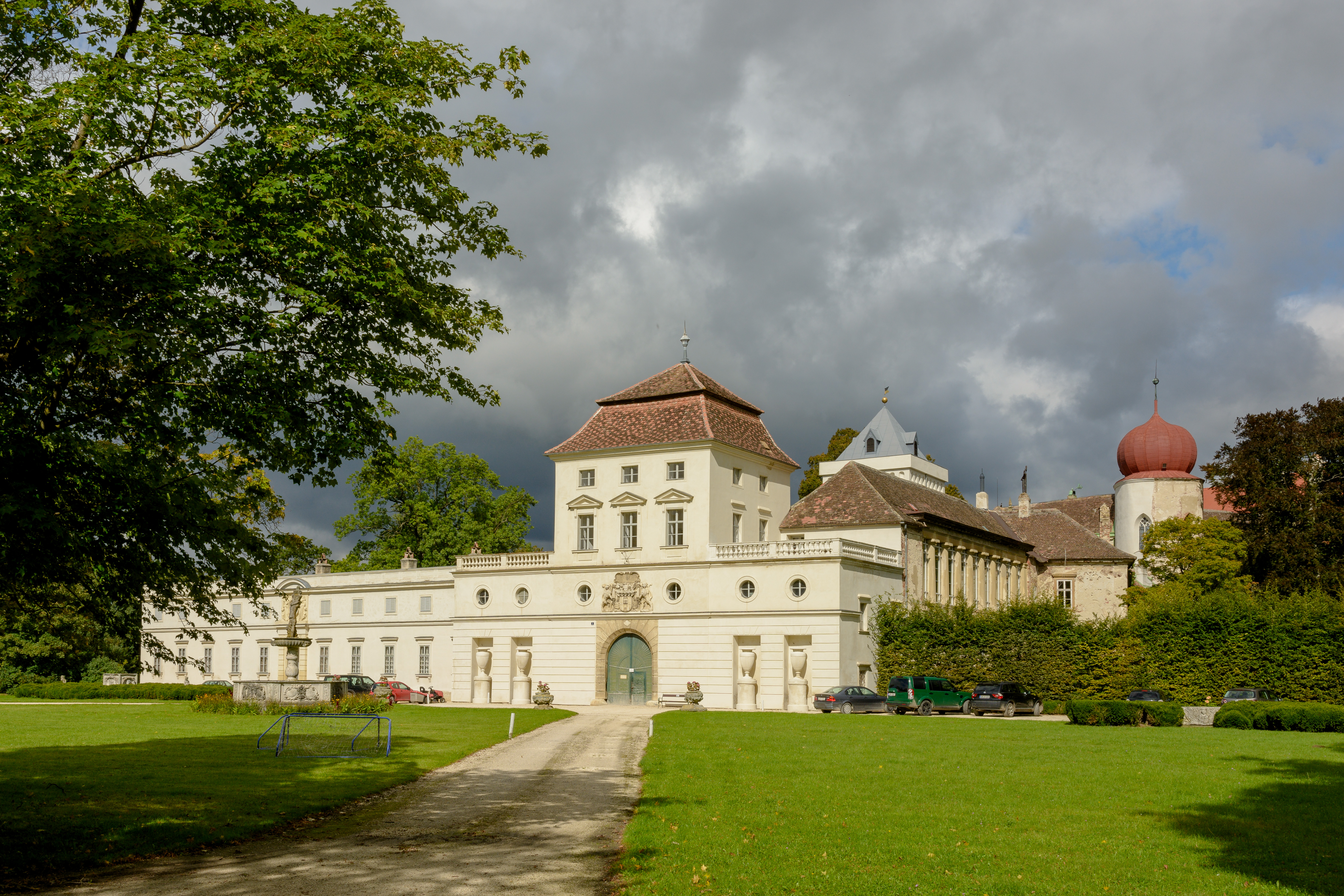
Az ernstbrunni kastély

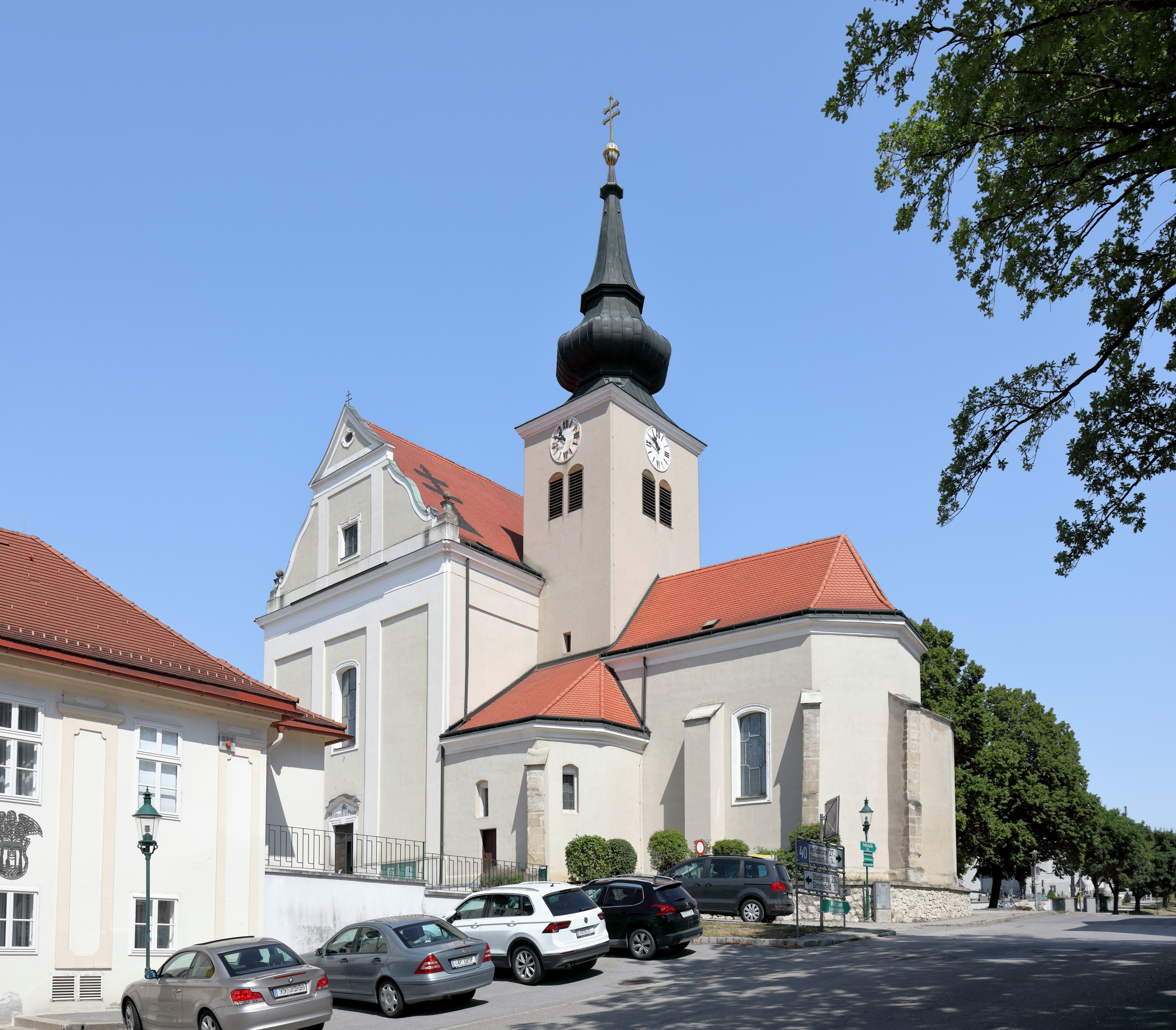
A Szt. Márton-plébániatemplom

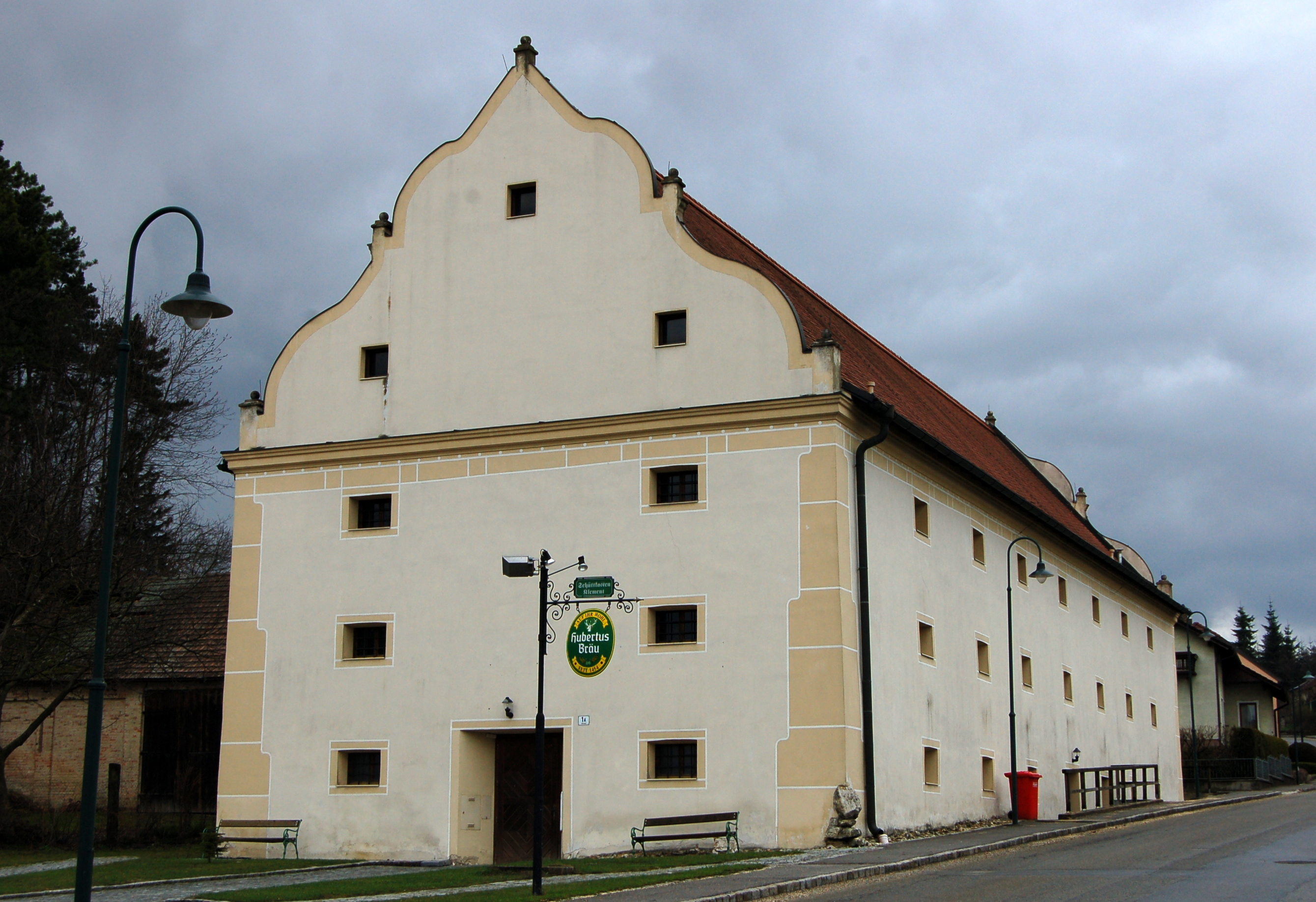

Ernstbrunn a tartomány Weinviertel régiójában fekszik, a Leisi-hegység lábainál. Területének 28,2%-a erdő, 63,1% áll mezőgazdasági művelés alatt. Az önkormányzat 12 települést, illetve településrészt egyesít: Au (98 lakos 2021-ben), Dörfles (116), Ernstbrunn (1616), Gebmanns (87), Klement (267), Lachsfeld (99), Maisbirbaum (235), Merkersdorf (151), Naglern (122), Simonsfeld (266), Steinbach (121) és Thomasl (94).
A környező önkormányzatok: délkeletre Großrußbach, délnyugatra Niederhollabrunn, nyugatra Großmugl, északnyugatra Hollabrunn, északra Gnadendorf, keletre Niederleis.

## Története
A mezőváros helyén már i. e. 2000-ben állt egy település, majd i.e. 500 körül kelták telepedtek meg az Oberleiser-hegyen. A régészek a dunai limeshez tartozó, i. sz. 100 körül emelt római őrtorony maradványait is feltárták.
Ernsbrunnt 1045-ben említik először. 1533 körül I. Ferdinánd mezővárosi jogokat adományozott a településnek. 1592-ben a Sinzendorf család szerezte meg a birtokot, amelyet egészen 1822-ig megtartottak. 1645-ben, a harmincéves háború során a svédek szállták meg Ernstbrunnt. 1713-ban az utolsó pestisjárvány 23 áldozatot követelt. 1720-ban a mezőváros nagy része leégett.
1828-ban a Reuß-Köstritz hercegek szerezték meg a kastélyt. AZ 1866-os porosz-osztrák háborúban porosz csapatok szállták meg a mezővárost és behurcolták a kolerát; a járványban 140 ernstbrunni halt meg. 1904-ben megépült a Korneuburg-Ernstbrunn vasútvonal, két évvel később pedig az Ernstbrunn-Mistelbach vonal is. 1911-ben saját áramforrással bevezették az elektromosságot, 1920-ban pedig Ernstbrunnt bekapcsolták a telefonhálózatba. Az 1934-es osztrák polgárháborúban bombát robbantottak a polgármester házánál.
A második világháború végén Ernstbrunn heves harcok színterévé vált. 1945. január 31-én egy amerikai bombatámadásban 10 civil és 2 magyar katona vesztette életét. Április 25 és május 8. harcok dúltak a német és a szovjet katonák között között; a németeket renegát szovjetek, vlaszovisták is segítették. AZ összecsapásokban 9 polgár halt meg, 5 épület megsemmisült, további 100 megrongálódott.

## Lakosság
Az ernstbrunni önkormányzat területén 2021 januárjában 3272 fő élt. A lakosságszám 1934-ben érte el a csúcspontját 4359 fővel, majd folyamatos csökkenés után az 1980-as években stabilizálódott. 2019-ben az ittlakók 92,9%-a volt osztrák állampolgár; a külföldiek közül 1,6% a régi (2004 előtti), 4,3% az új EU-tagállamokból érkezett. 1% az egykori Jugoszlávia (Szlovénia és Horvátország nélkül) vagy Törökország, 0,3% egyéb országok polgára volt. 2001-ben a lakosok 86,9%-a római katolikusnak, 2,1% evangélikusnak, 1,1% mohamedánnak, 8,5% pedig felekezeten kívülinek vallotta magát. Ugyanekkor 2 magyar élt a mezővárosban; a legnagyobb nemzetiségi csoportot a németek (95,1%) mellett a horvátok alkották 1,2%-kal.
A népesség változása:

| 2016 | 3 161 |
| 2018 | 3 213 |

## Látnivalók
- az ernstbrunni kastély
- a Szt. Márton-plébániatemplom
- a merkersdorfi Szt. Jakab-plébániatemplom
- az oberleisi Szt. Móric és Mária-kegytemplom
- a 17. században épült volt uradalmi csűr, ma kultúrcentrum
- az ernstbrunni vadaspark és farkaskutató központ

## Híres ernstbrunniak
- XXIV. Heinrich Reuß zu Köstritz (1855–1910), zeneszerző

## Fordítás
- Ez a szócikk részben vagy egészben  az   Ernstbrunn című német Wikipédia-szócikk ezen változatának fordításán alapul.  Az eredeti cikk szerkesztőit annak laptörténete sorolja fel. Ez a jelzés csupán a megfogalmazás eredetét és a szerzői jogokat jelzi, nem szolgál a cikkben szereplő információk forrásmegjelöléseként.